# Elachiptera breviscutellata
Elachiptera breviscutellata är en tvåvingeart som beskrevs av Nartshuk 1964. Elachiptera breviscutellata ingår i släktet Elachiptera och familjen fritflugor. Inga underarter finns listade i Catalogue of Life.